# Welsh Cup
The Welsh Cup (walisisk: Cwpan Cymru) er en pokalturnering for fodboldklubber fra Wales, som hver sæson arrangeres af Football Association of Wales. Turneringen er afviklet hver sæson siden 1877-78 (bortset fra i perioderne 1915-19 og 1940-46). Vinderen af turneringen er walisisk pokalmester og kvalificerer sig til den efterfølgende udgave af UEFA Europa League.
Turneringen blev i begyndelsen domineret af hold fra det nordlige Wales, hvor fodbold var mere populært end i Sydwales, hvor rugby var den foretrukne sportsgren. Og først i 1912 blev turneringen vundet af et hold fra syd: Cardiff City FC.
Indtil 1995 kunne hold fra England, der var lokaliseret nær grænsen til Wales, deltage i Welsh Cup, og turneringen er 21 gange blevet vundet af engelske hold – senest i 1990, hvor Hereford United FC sejrede. De engelske hold kunne imidlertid ikke kvalificere sig UEFA Cup Winners' Cup ved at vinde Welsh Cup. Fra 1996 til 2011 var turneringen forbeholdt klubber fra Wales, som spillede i det walisiske ligasystem, hvilket betød at engelske hold og de seks walisiske hold, der spillede i det engelske ligasystem, Swansea City AFC, Cardiff City FC, Newport County AFC, Wrexham AFC, Colwyn Bay FC og Merthyr Town FC, ikke længere kunne deltage.
Den 20. april 2011 inviterede Football Association of Wales imidlertid de seks walisiske klubber til at deltage i Welsh Cup 2011-12, men kun Newport County, Wrexham og Merthyr Town tog imod invitationen.

## Vindere og finalister
49 forskellige hold har deltaget i Welsh Cup-finalerne fra turneringens begyndelse til 2011. Heraf har 31 af holdene vundet turneringen mindt én gang.
| Welsh Cup 1877–2012     |       |               |                     |                |
| Klub                    | Sejre | Tabte finaler | Finale- deltagelser | Seneste finale |
| Wrexham                 | 23    | 22            | 45                  | 1995           |
| Cardiff City            | 22    | 10            | 32                  | 1995           |
| Swansea City            | 10    | 8             | 18                  | 1991           |
| Bangor City             | 8     | 9             | 17                  | 2011           |
| Cefn Druids             | 8     | 6             | 14                  | 2012           |
| Shrewsbury Town         | 6     | 3             | 9                   | 1985           |
| Barry Town              | 6     | 1             | 7                   | 2003           |
| Chirk AAA               | 5     | 1             | 6                   | 1894           |
| Rhyl                    | 4     | 4             | 8                   | 2006           |
| Chester City            | 3     | 10            | 13                  | 1970           |
| Merthyr Tydfil          | 3     | 2             | 5                   | 1987           |
| Wellington Town         | 3     | -             | 3                   | 1940           |
| The New Saints          | 3     | 3             | 6                   | 2012           |
| Crewe Alexandra         | 2     | -             | 2                   | 1937           |
| Oswestry United         | 2     | -             | 2                   | 1901           |
| Newtown                 | 2     | 3             | 5                   | 1897           |
| Hereford United         | 1     | 3             | 4                   | 1990           |
| Llanelli                | 1     | 2             | 3                   | 2011           |
| Newport County          | 1     | 2             | 3                   | 1987           |
| Carmarthen Town         | 1     | 2             | 3                   | 2007           |
| Connah's Quay & Shotton | 1     | 2             | 3                   | 1929           |
| Tranmere Rovers         | 1     | 1             | 2                   | 1935           |
| Lovell's Athletic       | 1     | 1             | 2                   | 1959           |
| Oswestry White Stars    | 1     | 1             | 2                   | 1885           |
| Aberystwyth Town        | 1     | 1             | 2                   | 2009           |
| Borough United          | 1     | -             | 1                   | 1963           |
| Bristol City            | 1     | -             | 1                   | 1934           |
| Ebbw Vale               | 1     | -             | 1                   | 1926           |
| Flint Town United       | 1     | -             | 1                   | 1954           |
| Inter Cardiff           | 1     | -             | 1                   | 1999           |
| South Liverpool         | 1     | -             | 1                   | 1939           |
| Aberdare Athletic       | -     | 4             | 4                   | 1923           |
| Cwmbran Town            | -     | 3             | 3                   | 2002           |
| Pontypridd              | -     | 3             | 3                   | 1921           |
| Kidderminster Harriers  | -     | 2             | 2                   | 1989           |
| Northwich Victoria      | -     | 2             | 2                   | 1910           |
| Westminster Rovers      | -     | 2             | 2                   | 1892           |
| Whitchurch              | -     | 2             | 2                   | 1906           |
| Afan Lido               | -     | 1             | 1                   | 2007           |
| Aberaman                | -     | 1             | 1                   | 1903           |
| Connah's Quay Nomads    | -     | 1             | 1                   | 1998           |
| Davenham                | -     | 1             | 1                   | 1887           |
| Flint Town              | -     | 1             | 1                   | 1925           |
| Hednesford Town         | -     | 1             | 1                   | 1992           |
| Merthyr Town            | -     | 1             | 1                   | 1924           |
| Ruthin                  | -     | 1             | 1                   | 1880           |
| Stourbridge             | -     | 1             | 1                   | 1974           |
| Ton Pentre              | -     | 1             | 1                   | 1922           |
| Port Talbot Town        | -     | 1             | 1                   | 2010           |

## Finaler
Den første finale i Welsh Cup blev spillet i 1878. Indtil 1961 blev finalerne afviklet som én kamp, som blev spillet om i tilfælde af uafgjort. I perioden 1962-85 blev finalerne afviklet over to kampe (ude og hjemme), hvor vinderen var det hold, som opnåede flest point i de to kampe. Hvis begge hold endte med lige mange point, blev der spillet en tredje og afgørende kamp. Fra 1973 blev de to finaler afgjort af den samlede score i finalerne, således at en evt. 3. kamp ikke blev nødvendig. Fra 1986 vendte man tilbage til det tidligere system med omkamp i tilfælde af uafgjort. Senest er finalerne afviklet som én kamp, der afgøres efter forlænget spilletid og straffesparkkonkurrence hvis nødvendigt.
| Welsh Cup–finaler 1877–1961                                          | Welsh Cup–finaler 1877–1961 | Welsh Cup–finaler 1877–1961 | Welsh Cup–finaler 1877–1961 | Welsh Cup–finaler 1877–1961 | Welsh Cup–finaler 1877–1961 |
| Sæson                                                                | Vinder                      | Tabende finalist            | Res.                        | Spillested                  | Tilskuere                   |
| -------------------------------------------------------------------- | --------------------------- | --------------------------- | --------------------------- | --------------------------- | --------------------------- |
| 1877-78                                                              | Wrexham Town FC             | Druids FC                   | 1–0                         | Acton Park, Wrexham         | 1.500                       |
| 1878-79                                                              | Newtown White Star          | Wrexham Town FC             | 1–0                         | The Cricket Field, Oswestry | 2.500                       |
| 1879-80                                                              | Druids FC                   | Ruthin Town FC              | 2–1                         | Racecourse Ground, Wrexham  | 4.000                       |
| 1880-81                                                              | Druids FC                   | Newtown White Star          | 2–0                         | Racecourse Ground, Wrexham  | 4.000                       |
| 1881-82                                                              | Druids FC                   | Northwich Victoria FC       | 5–0                         | Racecourse Ground, Wrexham  | 2.000                       |
| 1882-83                                                              | Wrexham AFC                 | Druids FC                   | 1–0                         | Racecourse Ground, Wrexham  | 2.000                       |
| 1883-84                                                              | Oswestry White Star FC      | Druids FC                   | 0–0                         | Racecourse Ground, Wrexham  | 2.000                       |
| Omkamp                                                               | Oswestry White Star FC      | Druids FC                   | 1–0                         | Racecourse Ground, Wrexham  | 3.000                       |
| 1884–85                                                              | Druids FC                   | Oswestry White Star FC      | 1–1                         | Racecourse Ground, Wrexham  | 2.000                       |
| Omkamp                                                               | Druids FC                   | Oswestry White Star FC      | 3–1                         | Racecourse Ground, Wrexham  | 2.000                       |
| 1885–86                                                              | Druids FC                   | Newtown AFC                 | 4–0                         | Racecourse Ground, Wrexham  | 3.000                       |
| 1886–87                                                              | Chirk AAA FC                | Davenham FC                 | 2–1                         | Nantwich Road, Crewe        | 1.500                       |
| 1887–88                                                              | Chirk AAA FC                | Newtown AFC                 | 5–0                         | Chester Road, Wrexham       | 3.000                       |
| 1888–89                                                              | Bangor City FC              | Northwich Victoria FC       | 2–1                         | Racecourse Ground, Wrexham  | 4.000                       |
| 1889–90                                                              | Chirk AAA FC                | Wrexham AFC                 | 1–0                         | Racecourse Ground, Wrexham  | 3.500                       |
| 1890–91                                                              | Shrewsbury Town FC          | Wrexham AFC                 | 5–2                         | The Cricket Field, Oswestry | 3.000                       |
| 1891–92                                                              | Chirk AAA FC                | Westminster Rovers FC       | 2–1                         | Racecourse Ground, Wrexham  | 4.500                       |
| 1892–93                                                              | Wrexham AFC                 | Chirk AAA FC                | 2–1                         | The Cricket Field, Oswestry | 5.000                       |
| 1893–94                                                              | Chirk AAA FC                | Westminster Rovers FC       | 2–0                         | Wynnstay Park, Ruabon       | 3.000                       |
| 1894–95                                                              | Newtown AFC                 | Wrexham AFC                 | 3–2                         | Welshpool                   | 5.000                       |
| 1895–96                                                              | Bangor City FC              | Wrexham AFC                 | 3–0                         | Council Field, Llandudno    | 7.000                       |
| 1896–97                                                              | Wrexham AFC                 | Newtown AFC                 | 2–0                         | The Cricket Field, Oswestry | 6.000                       |
| 1897–98                                                              | Druids FC                   | Wrexham AFC                 | 1–1                         | The Cricket Field, Oswestry | 4.500                       |
| Omkamp                                                               | Druids FC                   | Wrexham AFC                 | 2–1                         | The Cricket Field, Oswestry | 1.500                       |
| Sæson                                                                | Vinder                      | Tabende finalist            | Res.                        | Spillested                  | Tilskuere                   |
| 1898–99                                                              | Druids FC                   | Wrexham AFC                 | 2–2                         | Hand Field, Chirk           | 4.000                       |
| Omkamp                                                               | Druids FC                   | Wrexham AFC                 | 1–0                         | Hand Field, Chirk           | 3.500                       |
| 1899–1900                                                            | Aberystwyth Town FC         | Druids FC                   | 3–0                         | The Cunnings, Newtown       | 3.000                       |
| 1900–01                                                              | Oswestry United FC          | Druids FC                   | 1–0                         | Racecourse Ground, Wrexham  | 5.000                       |
| 1901–02                                                              | Wellington Town FC          | Wrexham AFC                 | 1–0                         | Racecourse Ground, Wrexham  | 6.000                       |
| 1902–03                                                              | Wrexham AFC                 | Aberaman Athletic FC        | 8–0                         | Racecourse Ground, Wrexham  | 5.500                       |
| 1903–04                                                              | Druids FC                   | Aberdare Athletic FC        | 3–2                         | Racecourse Ground, Wrexham  | 6.500                       |
| 1904–05                                                              | Wrexham AFC                 | Aberdare Athletic FC        | 3–0                         | Racecourse Ground, Wrexham  | 6.191                       |
| 1905–06                                                              | Wellington Town FC          | Whitchurch FC               | 3–2                         | Racecourse Ground, Wrexham  | 4.000                       |
| 1906–07                                                              | Oswestry United FC          | Whitchurch FC               | 2–0                         | Racecourse Ground, Wrexham  | 6.000                       |
| 1907–08                                                              | Chester City FC             | Connah's Quay & Shotton FC  | 3–1                         | Racecourse Ground, Wrexham  | 8.000                       |
| 1908–09                                                              | Wrexham AFC                 | Chester City FC             | 1–0                         | Racecourse Ground, Wrexham  | 9.000                       |
| 1909–10                                                              | Wrexham AFC                 | Chester City FC             | 2–1                         | Racecourse Ground, Wrexham  | 10.000                      |
| 1910–11                                                              | Wrexham AFC                 | Connah's Quay & Shotton FC  | 6–0                         | Racecourse Ground, Wrexham  | 3.000                       |
| 1911–12                                                              | Cardiff City FC             | Pontypridd FC               | 0–0                         | Ninian Park, Cardiff        | 14.000                      |
| Omkamp                                                               | Cardiff City FC             | Pontypridd FC               | 3–0                         | Ynys Field, Aberdare        | 7.000                       |
| 1912–13                                                              | Swansea Town AFC            | Pontypridd FC               | 0–0                         | Ninian Park, Cardiff        | 9.000                       |
| Omkamp                                                               | Swansea Town AFC            | Pontypridd FC               | 1–0                         | Tonypandy                   | 8.319                       |
| 1913–14                                                              | Wrexham AFC                 | Llanelli AFC                | 0–0                         | Vetch Field, Swansea        | 15.000                      |
| Omkamp                                                               | Wrexham AFC                 | Llanelli AFC                | 3–0                         | The Cricket Field, Oswestry | 3.639                       |
| 1914–15                                                              | Wrexham AFC                 | Swansea Town AFC            | 1–1                         | Racecourse Ground, Wrexham  | 6.000                       |
| Omkamp                                                               | Wrexham AFC                 | Swansea Town AFC            | 1–0                         | Ninian Park, Cardiff        | 4.000                       |
| Ingen turneringer i perioden 1915-19 på grund af første verdenskrig. |                             |                             |                             |                             |                             |
| Sæson                                                                | Vinder                      | Tabende finalist            | Res.                        | Spillested                  | Tilskuere                   |
| 1919–20                                                              | Cardiff City FC             | Wrexham AFC                 | 2–0                         | Racecourse Ground, Wrexham  | 6.618                       |
| 1920–21                                                              | Wrexham AFC                 | Pontypridd FC               | 1–1                         | Ninian Park, Cardiff        | 7.000                       |
| Omkamp                                                               | Wrexham AFC                 | Pontypridd FC               | 3–1                         | Gay Meadow, Shrewsbury      | 8.000                       |
| 1921–22                                                              | Cardiff City FC             | Ton Pentre FC               | 2–0                         | Taff Vale Park, Pontypridd  | 8.000                       |
| 1922–23                                                              | Cardiff City FC             | Aberdare Athletic FC        | 3–2                         | Vetch Field, Swansea        | 8.000                       |
| 1923–24                                                              | Merthyr Town FC             | Wrexham AFC                 | 2–2                         | Taff Vale Park, Pontypridd  | 4.500                       |
| Omkamp                                                               | Wrexham AFC                 | Merthyr Town FC             | 1–0                         | Racecourse Ground, Wrexham  | 8.000                       |
| 1924–25                                                              | Wrexham AFC                 | Flint Town FC               | 3–1                         | Racecourse Ground, Wrexham  | 6.565                       |
| 1925–26                                                              | Ebbw Vale FC                | Swansea Town AFC            | 3–2                         | Welfare Ground, Ebbw Vale   | 2.500                       |
| 1926–27                                                              | Cardiff City FC             | Rhyl Athletic FC            | 2–0                         | Racecourse Ground, Wrexham  | 9.690                       |
| 1927–28                                                              | Cardiff City FC             | Bangor Athletic FC          | 2–0                         | Farrar Road, Bangor         | 12.000                      |
| 1928–29                                                              | Connah's Quay & Shotton FC  | Cardiff City FC             | 3–0                         | Racecourse Ground, Wrexham  | 9.623                       |
| 1929–30                                                              | Cardiff City FC             | Rhyl Athletic FC            | 0–0                         | Gay Meadow, Shrewsbury      | 5.892                       |
| Omkamp                                                               | Cardiff City FC             | Rhyl Athletic FC            | 4–2                         | Racecourse Ground, Wrexham  | 7.000                       |
| 1930–31                                                              | Wrexham AFC                 | Shrewsbury Town FC          | 7–0                         | Racecourse Ground, Wrexham  | 8.868                       |
| 1931–32                                                              | Swansea Town AFC            | Wrexham AFC                 | 1–1                         | Racecourse Ground, Wrexham  | 8.300                       |
| Omkamp                                                               | Swansea Town AFC            | Wrexham AFC                 | 2–0                         | Vetch Field, Swansea        | 5.000                       |
| 1932–33                                                              | Chester City FC             | Wrexham AFC                 | 2–0                         | Sealand Road, Chester       | 15.000                      |
| 1933–34                                                              | Bristol City FC             | Tranmere Rovers FC          | 1–1                         | Racecourse Ground, Wrexham  | 4.922                       |
| Omkamp                                                               | Bristol City FC             | Tranmere Rovers FC          | 3–0                         | Sealand Road, Chester       | 4.000                       |
| 1934–35                                                              | Tranmere Rovers FC          | Chester City FC             | 1–0                         | Sealand Road, Chester       | 10.000                      |
| 1935–36                                                              | Crewe Alexandra FC          | Chester City FC             | 2–0                         | Racecourse Ground, Wrexham  | 6.807                       |
| 1936–37                                                              | Crewe Alexandra FC          | Rhyl Athletic FC            | 1–1                         | Sealand Road, Chester       | ?                           |
| Omkamp                                                               | Crewe Alexandra FC          | Rhyl Athletic FC            | 3–1                         | Sealand Road, Chester       | ?                           |
| 1937–38                                                              | Shrewsbury Town FC          | Swansea Town FC             | 2–2                         | Gay Meadow, Shrewsbury      | 14.500                      |
| Omkamp                                                               | Shrewsbury Town FC          | Swansea Town FC             | 2–1                         | Gay Meadow, Shrewsbury      | 8.000                       |
| 1938–39                                                              | South Liverpool FC          | Cardiff City FC             | 2–1                         | Racecourse Ground, Wrexham  | 5.000                       |
| 1939–40                                                              | Wellington Town FC          | Swansea Town FC             | 4–0                         | Gay Meadow, Shrewsbury      | 6.000                       |
| Ingen turneringer i perioden 1940-46 på grund af anden verdenskrig.  |                             |                             |                             |                             |                             |
| Sæson                                                                | Vinder                      | Tabende finalist            | Res.                        | Spillested                  | Tilskuere                   |
| 1946–47                                                              | Chester City FC             | Merthyr Tydfil FC           | 0–0                         | Ninian Park, Cardiff        | 27.000                      |
| Omkamp                                                               | Chester City FC             | Merthyr Tydfil FC           | 5–1                         | Racecourse Ground, Wrexham  | 11.190                      |
| 1947–48                                                              | Lovell's Athletic FC        | Shrewsbury Town FC          | 3–0                         | Racecourse Ground, Wrexham  | 10.000                      |
| 1948–49                                                              | Merthyr Tydfil FC           | Swansea Town FC             | 2–0                         | Ninian Park, Cardiff        | 35.000                      |
| 1949–50                                                              | Swansea Town FC             | Wrexham AFC                 | 4–1                         | Ninian Park, Cardiff        | 12.000                      |
| 1950–51                                                              | Merthyr Tydfil FC           | Cardiff City FC             | 1–1                         | Vetch Field, Swansea        | 12.000                      |
| Omkamp                                                               | Merthyr Tydfil FC           | Cardiff City FC             | 3–2                         | Vetch Field, Swansea        | 18.000                      |
| 1951–52                                                              | Rhyl FC                     | Merthyr Tydfil FC           | 4–3                         | Ninian Park, Cardiff        | 10.000                      |
| 1952–53                                                              | Rhyl FC                     | Chester City FC             | 2–1                         | Farrar Road, Bangor         | 8.500                       |
| 1953–54                                                              | Flint Town United FC        | Chester City FC             | 2–0                         | Racecourse Ground, Wrexham  | 15.584                      |
| 1954–55                                                              | Barry Town FC               | Chester City FC             | 1–1                         | Racecourse Ground, Wrexham  | 6.766                       |
| Omkamp                                                               | Barry Town FC               | Chester City FC             | 4–2                         | Ninian Park, Cardiff        | 8.450                       |
| 1955–56                                                              | Cardiff City FC             | Swansea Town FC             | 3–2                         | Ninian Park, Cardiff        | 37.500                      |
| 1956–57                                                              | Wrexham AFC                 | Swansea Town AFC            | 2–1                         | Ninian Park, Cardiff        | 10.000                      |
| 1957–58                                                              | Chester City FC             | Wrexham AFC                 | 1–1                         | Sealand Road, Chester       | 7.742                       |
| Omkamp                                                               | Wrexham AFC                 | Chester City FC             | 2–1                         | Racecourse Ground, Wrexham  | 7.542                       |
| 1958–59                                                              | Cardiff City FC             | Lovell's Athletic FC        | 2–0                         | Somerton Park, Newport      | ?                           |
| 1959–60                                                              | Wrexham AFC                 | Cardiff City FC             | 1–0                         | Racecourse Ground, Wrexham  | 11.172                      |
| 1960–61                                                              | Swansea Town AFC            | Bangor City FC              | 3–1                         | Ninian Park, Cardiff        | 5.938                       |

| Welsh Cup–finaler 1962–1985 | Welsh Cup–finaler 1962–1985 | Welsh Cup–finaler 1962–1985 | Welsh Cup–finaler 1962–1985 | Welsh Cup–finaler 1962–1985 | Welsh Cup–finaler 1962–1985             | Welsh Cup–finaler 1962–1985 |
| Sæson                       | Kamp                        | Hjemmehold                  | Udehold                     | Res.                        | Spillested                              | Tilskuere                   |
| --------------------------- | --------------------------- | --------------------------- | --------------------------- | --------------------------- | --------------------------------------- | --------------------------- |
| 1961–62                     | 1                           | Wrexham AFC                 | Bangor City FC              | 3–0                         | Racecourse Ground, Wrexham              | 7.638                       |
| 1961–62                     | 2                           | Bangor City FC              | Wrexham AFC                 | 2–0                         | Farrar Road, Bangor                     | 7.500                       |
| 1961–62                     | Playoff                     | Bangor City FC              | Wrexham AFC                 | 3–1                         | Belle Vue, Rhyl                         | 12.000                      |
| 1962–63                     | 1                           | Borough United FC           | Newport County AFC          | 2–1                         | Nant-y-Coed, Llandudno Junction         | 3.500                       |
| 1962–63                     | 2                           | Newport County AFC          | Borough United FC           | 0–0                         | Somerton Park, Newport                  | 5.000                       |
| 1963–64                     | 1                           | Bangor City FC              | Cardiff City FC             | 2–0                         | Farrar Road, Bangor                     | 8.500                       |
| 1963–64                     | 2                           | Cardiff City FC             | Bangor City FC              | 3–1                         | Ninian Park, Cardiff                    | 9.050                       |
| 1963–64                     | Playoff                     | Cardiff City FC             | Bangor City FC              | 2–0                         | Racecourse Ground, Wrexham              | 10.014                      |
| 1964–65                     | 1                           | Cardiff City FC             | Wrexham AFC                 | 5–1                         | Ninian Park, Cardiff                    | 7.412                       |
| 1964–65                     | 2                           | Wrexham AFC                 | Cardiff City FC             | 1–0                         | Racecourse Ground, Wrexham              | 8.000                       |
| 1964–65                     | Playoff                     | Cardiff City FC             | Wrexham AFC                 | 3–0                         | Gay Meadow, Shrewsbury                  | 7.480                       |
| 1965–66                     | 1                           | Swansea Town AFC            | Chester City FC             | 3–0                         | Vetch Field, Swansea                    | 9.614                       |
| 1965–66                     | 2                           | Chester City FC             | Swansea Town AFC            | 1–0                         | Sealand Road, Chester                   | 6.346                       |
| 1965–66                     | Playoff                     | Chester City FC             | Swansea Town AFC            | 1–2                         | Sealand Road, Chester                   | 6.276                       |
| 1966–67                     | 1                           | Wrexham                     | Cardiff City FC             | 2–2                         | Racecourse Ground, Wrexham              | 11.473                      |
| 1966–67                     | 2                           | Cardiff City FC             | Wrexham AFC                 | 2–1                         | Ninian Park, Cardiff                    | 8.299                       |
| 1967–68                     | 1                           | Hereford United FC          | Cardiff City FC             | 0–2                         | Edgar Street, Hereford                  | 5.422                       |
| 1967–68                     | 2                           | Cardiff City FC             | Hereford United FC          | 4–1                         | Ninian Park, Cardiff                    | 6.036                       |
| 1968–69                     | 1                           | Swansea City AFC            | Cardiff City FC             | 1–3                         | Vetch Field, Swansea                    | 10.207                      |
| 1968–69                     | 2                           | Cardiff City FC             | Swansea City AFC            | 2–0                         | Ninian Park, Cardiff                    | 12.617                      |
| 1969–70                     | 1                           | Chester City FC             | Cardiff City FC             | 0–1                         | Sealand Road, Chester                   | 3.087                       |
| 1969–70                     | 2                           | Cardiff City FC             | Chester City FC             | 4–0                         | Ninian Park, Cardiff                    | 5.567                       |
| 1970–71                     | 1                           | Wrexham AFC                 | Cardiff City FC             | 0–1                         | Racecourse Ground, Wrexham              | 14.101                      |
| 1970–71                     | 2                           | Cardiff City FC             | Wrexham AFC                 | 3–1                         | Ninian Park, Cardiff                    | 7.000                       |
| 1971–72                     | 1                           | Wrexham AFC                 | Cardiff City FC             | 2–1                         | Racecourse Ground, Wrexham              | 6.984                       |
| 1971–72                     | 2                           | Cardiff City FC             | Wrexham AFC                 | 1–1                         | Ninian Park, Cardiff                    | 6.508                       |
| 1972–73                     | 1                           | Bangor City FC              | Cardiff City                | 1–0                         | Farrar Road, Bangor                     | 5.005                       |
| 1972–73                     | 2                           | Cardiff City FC             | Bangor City FC              | 5–0                         | Ninian Park, Cardiff                    | 4.679                       |
| 1973–74                     | 1                           | Stourbridge FC              | Cardiff City FC             | 0–1                         | War Memorial Athletic Ground, Amblecote | 5.726                       |
| 1973–74                     | 2                           | Cardiff City FC             | Stourbridge FC              | 1–0                         | Ninian Park, Cardiff                    | 4.000                       |
| 1974–75                     | 1                           | Wrexham AFC                 | Cardiff City FC             | 2–1                         | Racecourse Ground, Wrexham              | 6.862                       |
| 1974–75                     | 2                           | Cardiff City FC             | Wrexham AFC                 | 1–3                         | Ninian Park, Cardiff                    | 3.280                       |
| 1975–76                     | 1                           | Hereford United FC          | Cardiff City FC             | 3–3                         | Edgar Street, Hereford                  | 3.709                       |
| 1975–76                     | 2                           | Cardiff City FC             | Hereford United FC          | 3–2                         | Ninian Park, Cardiff                    | 2.648                       |
| 1976–77                     | 1                           | Cardiff City FC             | Shrewsbury Town FC          | 2–1                         | Ninian Park, Cardiff                    | 3.178                       |
| 1976–77                     | 2                           | Shrewsbury Town FC          | Cardiff City FC             | 3–0                         | Gay Meadow, Shrewsbury                  | 2.907                       |
| 1977–78                     | 1                           | Bangor City FC              | Wrexham AFC                 | 1–2                         | Farrar Road, Bangor                     | 10.000                      |
| 1977–78                     | 2                           | Wrexham AFC                 | Bangor City FC              | 1–0                         | Racecourse Ground, Wrexham              | 13.959                      |
| 1978–79                     | 1                           | Wrexham AFC                 | Shrewsbury Town FC          | 1–1                         | Racecourse Ground, Wrexham              | 6.174                       |
| 1978–79                     | 2                           | Shrewsbury Town FC          | Wrexham AFC                 | 1–0                         | Gay Meadow, Shrewsbury                  | 8.889                       |
| 1979–80                     | 1                           | Newport County FC           | Shrewsbury Town FC          | 2–1                         | Somerton Park, Newport                  | 9.950                       |
| 1979–80                     | 2                           | Shrewsbury Town FC          | Newport County FC           | 0–3                         | Gay Meadow, Shrewsbury                  | 8.993                       |
| 1980–81                     | 1                           | Swansea City FC             | Hereford United FC          | 1–0                         | Vetch Field, Swansea                    | 13.182                      |
| 1980–81                     | 2                           | Hereford United FC          | Swansea City FC             | 1–1                         | Edgar Street, Hereford                  | 7.038                       |
| 1981–82                     | 1                           | Cardiff City FC             | Swansea City AFC            | 0–0                         | Ninian Park, Cardiff                    | 11.960                      |
| 1981–82                     | 2                           | Swansea City AFC            | Cardiff City FC             | 2–1                         | Vetch Field, Swansea                    | 15.828                      |
| 1982–83                     | 1                           | Wrexham AFC                 | Swansea City AFC            | 1–2                         | Racecourse Ground, Wrexham              | 2.295                       |
| 1982–83                     | 2                           | Swansea City AFC            | Wrexham AFC                 | 2–0                         | Vetch Field, Swansea                    | 5.630                       |
| 1983–84                     | 1                           | Shrewsbury Town FC          | Wrexham AFC                 | 2–1                         | Gay Meadow, Shrewsbury                  | 2.607                       |
| 1983–84                     | 2                           | Wrexham AFC                 | Shrewsbury Town FC          | 0–0                         | Racecourse Ground, Wrexham              | 3.148                       |
| 1984–85                     | 1                           | Shrewsbury Town FC          | Bangor City FC              | 3–1                         | Gay Meadow, Shrewsbury                  | 1.507                       |
| 1984–85                     | 2                           | Bangor City                 | Shrewsbury Town             | 0–2                         | Farrar Road, Bangor                     | 1.800                       |

| Welsh Cup–finaler 1986–2011 | Welsh Cup–finaler 1986–2011 | Welsh Cup–finaler 1986–2011 | Welsh Cup–finaler 1986–2011 | Welsh Cup–finaler 1986–2011       | Welsh Cup–finaler 1986–2011 |
| Sæson                       | Hjemmehold                  | Udehold                     | Res.                        | Spillested                        | Tilskuere                   |
| --------------------------- | --------------------------- | --------------------------- | --------------------------- | --------------------------------- | --------------------------- |
| 1985–86                     | Wrexham AFC                 | Kidderminster Harriers FC   | 1–1                         | Racecourse Ground, Wrexham        | 5.035                       |
| Omkamp                      | Kidderminster Harriers FC   | Wrexham AFC                 | 1–2                         | Aggborough, Kidderminster         | 4.304                       |
| Sæson                       | Vinder                      | Tabende finalist            | Res.                        | Spillested                        | Tilskuere                   |
| 1986–87                     | Merthyr Tydfil FC           | Newport County FC           | 2–2                         | Ninian Park, Cardiff              | 7.000                       |
| Omkamp                      | Merthyr Tydfil FC           | Newport County FC           | 1–0                         | Ninian Park, Cardiff              | 6.010                       |
| 1987–88                     | Cardiff City FC             | Wrexham AFC                 | 2–0                         | Vetch Field, Swansea              | 5.465                       |
| 1988–89                     | Swansea City AFC            | Kidderminster Harriers FC   | 5–0                         | Vetch Field, Swansea              | 5.100                       |
| 1989–90                     | Hereford United FC          | Wrexham AFC                 | 2–1                         | National Stadium, Cardiff         | 4.182                       |
| 1990–91                     | Swansea City AFC            | Wrexham AFC                 | 2–0                         | National Stadium, Cardiff         | 5.000                       |
| 1991–92                     | Cardiff City FC             | Hednesford Town FC          | 1–0                         | National Stadium, Cardiff         | 10.300                      |
| 1992–93                     | Cardiff City FC             | Rhyl FC                     | 5–0                         | National Stadium, Cardiff         | 16.443                      |
| 1993–94                     | Barry Town FC               | Cardiff City FC             | 2–1                         | National Stadium, Cardiff         | 14.500                      |
| 1994–95                     | Wrexham AFC                 | Cardiff City FC             | 2–1                         | National Stadium, Cardiff         | 11.200                      |
| 1995–96                     | Llansatffraid FC            | Barry Town FC               | 3–3                         | National Stadium, Cardiff         | 2.666                       |
| 1996–97                     | Barry Town FC               | Cwmbran Town FC             | 2–1                         | Ninian Park, Cardiff              | 1.560                       |
| 1997–98                     | Bangor City FC              | Connah's Quay Nomads FC     | 1–1                         | Racecourse Ground, Wrexham        | 2.023                       |
| 1998–99                     | Inter CableTel              | Carmarthen Town FC          | 1–1                         | Penydarren Park, Merthyr Tydfil   | 1.100                       |
| 1999–2000                   | Bangor City FC              | Cwmbran Town FC             | 1–0                         | Racecourse Ground, Wrexham        | 1.125                       |
| 2000–01                     | Barry Town FC               | Total Network Solutions FC  | 2–0                         | Racecourse Ground, Wrexham        | 1.022                       |
| 2001–02                     | Barry Town FC               | Bangor City FC              | 4–1                         | Park Avenue, Aberystwyth          | 2.256                       |
| 2002–03                     | Barry Town FC               | Cwmbran Town FC             | 2–2                         | Stebonheath Park, Llanelli        | 852                         |
| 2003–04                     | Rhyl FC                     | Total Network Solutions FC  | 1–0                         | Latham Park, Newtown              | 1.534                       |
| 2004–05                     | Total Network Solutions FC  | Carmarthen Town FC          | 1–0                         | Stebonheath Park, Llanelli        | 1.126                       |
| 2005–06                     | Rhyl FC                     | Bangor City FC              | 2–0                         | Racecourse Ground, Wrexham        | 1.743                       |
| 2006–07                     | Carmarthen Town FC          | Afan Lido FC                | 3–2                         | Stebonheath Park, Llanelli        | 946                         |
| 2007–08                     | Bangor City FC              | Llanelli AFC                | 4–2                         | Latham Park, Newtown              | 1.510                       |
| 2008–09                     | Bangor City FC              | Aberystwyth Town FC         | 2–0                         | Parc y Scarlets, Llanelli         | 1.044                       |
| 2009–10                     | Bangor City FC              | Port Talbot Town FC         | 3–2                         | Parc y Scarlets, Llanelli         | 1.303                       |
| 2010–11                     | Llanelli AFC                | Bangor City FC              | 4–1                         | Parc y Scarlets, Llanelli         | 1.719                       |
| 2011–12                     | The New Saints FC           | Cefn Druids AFC             | 2–0                         | Nanthport Stadium, Bangor         | 731                         |
| 2012-13                     | Aberystwyth Town F.C        | Caersws F.C.                | 2-1                         | Park Avenue, Aberystwyth          |                             |
| 2013-14                     | The New Saints FC           | Aberystwyth Town F.C        | 3-2                         | Park Avenue, Aberystwyth          |                             |
| 2014-15                     | The New Saints FC           | Newtown A.F.C.              | 2-0                         | Park Hall, Oswestry               |                             |
| 2015-16                     | The New Saints FC           | Airbus UK Broughton F.C.    | 2-0                         |                                   |                             |
| 2016-17                     | Bala Town FC                | The New Saints FC           | 2-1                         | Bangor University Stadium, Bangor | 1.110                       |